# On Green Dolphin Street (álbum)
On Green Dolphin Street es el tercer álbum de estudio de 1977 del pianista y compositor de jazz Bill Evans, publicado a través del sello discográfico Riverside.

## Recepción de la crítica
Scott Yanow, crítico de AllMusic, comentó: “Aunque carente de la magia de las bandas habituales de Evans, la grabación tiene sus buenos momentos, y los fans del pianista estarán interesados en hacerse con esta muestra temprana de su obra”.

## Lista de temas
| Cara "A" |                                                                   |          |  |
| N.º      | Título                                                            | Duración |  |
| 1.       | «You and the Night and the Music» (Howard Dietz, Arthur Schwartz) | 7:22     |  |
| 2.       | «My Heart Stood Still» (Richard Rodgers, Lorenz Hart)             | 5:22     |  |
| 3.       | «On Green Dolphin Street» (Bronisław Kaper, Ned Washington)       | 8:11     |  |

| Cara "B" |                                                 |          |  |
| N.º      | Título                                          | Duración |  |
| 1.       | «How Am I to Know?» (Jack King, Dorothy Parker) | 6:21     |  |
| 2.       | «Woody 'n' You» (take 1) (Dizzy Gillespie)      | 4:27     |  |
| 3.       | «Woody 'n' You» (take 2) (Gillespie)            | 4:12     |  |
| 4.       | «Loose Bloose» (Bill Evans)                     | 5:33     |  |

## Créditos y personal
Créditos adaptados desde las notas de álbum de On Green Dolphin Street.
Músicos
- Bill Evans – piano (todas las canciones)
- Paul Chambers – contrabajo (1–6)
- Philly Joe Jones – batería (todas las canciones)
- Ron Carter – contrabajo (7)
- Jim Hall – guitarra (7)
- Zoot Sims – saxofón alto (7)

Personal técnico
- Orrin Keepnews – productor
- Jack Higgins – ingeniero de audio (1–6)
- Tommy Nola – ingeniero de audio (7)